# 通野未帆
通野 未帆（とおの みほ、1991年1月21日 - ）は、日本のAV女優。東京都出身。GREENを経てACT所属。

## 略歴
2013年にデビューした自称「売りがない」「永遠の素人」AV女優。この異名には熟女的な役割から魔法少女的な役柄まで演じられる意味や、初心を忘れないという思いも含まれているという。ライターのくろがね阿礼は売りがないと自称しているが、引き締まったスレンダー体形と、美脚が特徴であり、それらを際立たすパンストやハイレグ着用作品も多いと解説している。
2014年7月、セガのゲーム「龍が如く」のキャラクター出演をかけたセクシー女優人気投票にエントリー。同年8月24日、ニコニコ生放送の「龍が如く特別番組～セクシー女優・男の出演者発表～」で結果発表。47,561票を集め30位に、「龍が如く0 誓いの場所」への出演権を獲得した。
2023年12月18日週FANZA通販フロアランキングにて、出演した『【SP特典版】「制服・下着・全裸」でおもてなし またがりオマ○コ航空 圧巻総勢11名＋特別講師1名による2023年度新人CA大型研修編 総尺200分収録6＋1セクション』（SODクリエイト）が初登場10位を記録。
2024年7月1日週FANZA動画フロアランキングにて、出演作を含むベスト盤『【福袋】山と空の野外露出！超人気あの話題作も！！20タイトル53時間オール収録！』（山と空）が3位に浮上した。
2025年2月17日週FANZA通販フロアランキングにて出演した『マドンナALL専属バスツアー2025 ハーレムを掴み取った男たちが極上の美女を独占！！酒池肉林のお祭りはまだまだ続く！！夢の大共演＆大乱交FESTIVAL！！後編』が初登場8位となる。

## 人物
趣味はゲーム（バイオハザード、龍が如く）。好物は紅茶。動物好き。

## 作品

### アダルトビデオ
- 素人ナンパロケ中に見つけた超清純美女 AVDebut 横浜の某球場でビールの売り子をしている超天然Eカップ!! 22歳 まなみちゃん（7月6日、SODクリエイト）[12]
- 発掘!素人めちゃカワアルバイター! 飲食店で見つけた看板娘を店内ナンパ!バイト後自宅にお邪魔してHなライフスタイルチェック!（9月10日、ホットエンターテイメント）
- 働くオンナ猟り スーツ姿の桜ここみが猟りに乱入!! SP（9月12日、プレステージ）
- 素人娘のガチSEX5 Eカップ『みほ』22歳（9月13日、S級素人）
- 酔うとスケベになる女 通野未帆（9月27日、EROTICA）
- ガチ本番!!極上素人ナンパ即挿入!!in井の頭線沿線（10月11日、S級素人）
- 現役国際線CA澤口美帆の羞恥願望といやらしいカラダ（10月24日、SOSORU）
- 迫る危機（12月16日、DID企画）
- 無言侵入 田舎の人妻は無防備すぎて… 3（12月20日、STAR PARADISE）

- どしろうとちゃんねる 9（1月1日、プレステージ）
- 麗しの美人OL 5時間 Premium Seven Collection Vol.3（1月10日、BAZOOKA）
- 近距離盗撮!ベチョヌル巨乳オイル性感マッサージ2（1月20日、STAR PARADISE）
- ガチンコ 中出し!顔出し!人妻ナンパ　〜快感にヨガり狂う奥様たち in 中野＆東中野〜（1月25日、ビッグモーカル）
- 野外裸族 初めての露出 ミホ(仮名) 25才（2月6日、グローリークエスト）
- ムレたパンストで股間を挑発する美脚OL（2月20日、SOSORU）
- ハラハラドキドキ!旦那と子作りセックスした直後に他人とも子作りセックス! 妊娠したら2分の1で旦那以外の子供!（2月20日、michiru）
- ボクの可愛いコスプレ人形（2月21日、プレステージ）
- 「ねぇ?あたしと一緒にチャットでいっぱ～いHなことしよ♡」 制服美少女! ピチャピチャ潮吹きLIVEチャットオナニー4時間DX vol.04（3月7日、GLAY'z）
- JK花びらピンクサロン（3月12日、OFFICE K'S）
- 女子校生のマン汁手コキ（3月12日、OFFICE K'S）
- 横暴なオスたちのセクハラ羞恥に濡れてしまう淫猥美人秘書（3月20日、SOSORU）
- 通勤途中のタイトスカートの綺麗なお姉さんのイヤラシイお尻にチ○ポ擦りつけほとばしる精液をブッカケる痴漢たち!!（3月20日、SOSORU）
- 潜入調査!! 寂れた温泉街の路地裏手コキ嬢（3月20日、STAR PARADISE）
- デリヘルレズビアン 3（3月21日、虎堂）
- 捕獲した女（3月22日、DID企画）
- 司書の私（レズビアン）が勤める図書館には時々、恥ずかしそうにしながらHな書籍 (官能小説、How to本、ヌード本など) を 探しに女子がやって来る。（4月10日、Hunter）
- 湯けむり近親相姦 母子入浴交尾（4月13日、VENUS）
- SNSで知り合った26歳専業主婦M帆さん（4月24日、タカラ映像）
- 上手すぎるフェラ 素人娘の驚きのフェラチオテクニック集めました。 VOL.6（5月2日、OFFICE K'S）
- ウチの会社に火金で来るヤ●ルトレディの通野さん（5月8日、タカラ映像）
- 満員バスでむっちり尻が密着してくるもんで、チ○コが勃起してスカートめくり上がり挿入しちゃったよ!（5月10日、SWITCH）
- 新入社員 未帆 ヤりたい放題、黒パンストをはかせたまま犯したい。（5月13日、カルマ）
- 母娘旅行（5月15日、グローリークエスト）
- 女子校生オマンコおっぴろげダンス4（5月16日、OFFICE K'S）
- 女子校生ぬる×2おま●こオナニー VOL.15（5月16日、OFFICE K'S）
- 通勤途中の無防備なノーブラ勃起乳首の綺麗なお姉さんの乳首を嫌と言うほどつまんでその気にさせる痴漢たち!!（5月22日、SOSORU）
- 着エロコスプレイメージ 通野未帆セクシーコスプレ8変化（5月26日、ユープランニング）
- 全裸シェアハウス（6月5日、グローリークエスト）
- 黒パンストSTYLE ～パンスト×美脚×SEX～（6月5日、グローリークエスト）
- 月刊 パンティストッキングマニア Vol.27 美脚×高身長OL×脚コキ（6月6日、OFFICE K'S）
- 本当にイッてる指オナニー 14（6月6日、OFFICE K'S）
- 女子校生のオマ○コ汁 Vol.11（6月6日、OFFICE K'S）
- 侵入者（6月11日、DID企画）
- 彼女の親友が机の下にこっそり隠れてフェラチオ（6月19日、ROCKET）
- 日本の女性器大図鑑 私のオマ●コ見て下さい◆ 40人4時間Dx vol.04（6月20日、GLAY'z）
- オタクで引きこもりな彼女は、AV出演で人生が変わるかもしれない。（6月20日、プレステージ）
- 尻 エクササイズで躍動する尻肉（6月20日、OFFICE K'S）
- 素人エステナンパ 3 【媚薬】ハーブ吸引でイキまくっちゃう素人娘 4時間（6月20日、映天）
- 大胆パンチラ番外編 スカートの中に潜り込みたい! 超接近型挑発P（6月25日、アロマ企画）
- 素人娘おマンコおっぴろげコレクション 6（7月4日、OFFICE K'S）
- 泥酔して帰って来た姉を犯す弟の投稿映像（7月4日、GLAY'z）
- 淫語女子アナ5 街角淫語突撃レポート（7月10日、ROCKET）
- 奇跡の大逆転!尿瓶で勃起見せ!!でも不発!かと思いきや…。 30歳過ぎて初めての検査入院!当然どこも悪くなくてあちらの方も絶好調!（7月10日、Hunter）
- 素人連れ込みナンパSEX隠し撮り 6（7月10日、プレステージ）
- SOSORU厳選 働く素敵なお姉さんの顔面騎乗フェラチオ（7月24日、SOSORU）
- 利尿剤で強制おねしょ!! 女子校生の娘が家に連れて来る友達はとてもカワイイのですが… 人の家なのに遅くに来たり、娘をパシリにしたりと態度がデカイ非常識な子ばかり!（7月24日、Hunter）
- JK黒ストッキングの誘惑（7月25日、アロマ企画）
- CFNM 着衣の極意（7月25日、AVS collector's）
- 職権乱用的プライベート日帰り露出デート（8月1日、KUKI）
- 秘密之花園 通野未帆 緊縛監禁（8月1日、隷嬢寫眞館）
- 巨乳過ぎるからこそ起きるしゃがみヨコ乳で勃起! 熱帯夜に友達の家に遊びに行くと、ドア越しに裸同然でしゃがみこんでいる友達のお姉ちゃんの姿が! しかも巨乳過ぎる胸が押し潰されてヨコ乳全開!!（残念ながら乳首は見えません）（8月7日、Hunter）
- 学校の持ち物検査で、いやらしい小説を持っていた教え子を男子生徒の前で辱めたのち、ほかにも隠していないか膣の中まで調べ上げたら、羞恥心で糸を引くほど濡れているドM少女だった!!（8月8日、ケイ・エム・プロデュース/SCOOP）
- キミだけに語りかけ!ロリ校生20人!オマ●コぴちゃぴちゃ指入れ自画撮りオナニー4時間DX vol.10（8月15日、GLAY'z）
- 囚われのヒロイン 爆弾緊縛絶体絶命 秘密諜報部員未帆（9月1日、隷嬢寫眞館）
- 姉夜這い中出し盗撮レイプ（9月5日、GLAY'z）
- 客室!御膳!露天!から飛び出る生チ○ポが人気の温泉旅館しゃぶりながらの湯 本館…さらにハメながら!!（9月6日、SODクリエイト）
- 拉致監禁（9月29日、DID企画）
- 美脚之友 緊縛!網タイツの女（10月1日、隷嬢寫眞館）
- Touch the Heart 一徹（10月9日、SILK LABO）
- 自宅や近所だからと無防備すぎるノーブラ姿で知らぬ間に男を誘惑する人妻はヤラレても拒まない!!（10月10日、プレステージ）
- 若ママ紙パンツ一枚乳首マッサージ（10月10日、DIY）
- 祝!KARMA10周年特別企画 看護婦さんがエロ過ぎて勃起が治まらないッ!（10月13日、カルマ）
- 私、実は夫の上司に犯され続けてます…（10月13日、溜池ゴロー）
- お姉様クロニクル 13（10月24日、ONE DA FULL）
- 美少女仮面ルクール 舌舐め絶頂地獄（10月24日、ギガ）
- 中年ナンパ男がホテル連れ込み、即尺即ヤリSEXを隠しカメラで完全収録、そのまんまAV発売。Vol.12（11月1日、KUKI）
- 「長女・次女・三女・四女・五女・六女・母の性欲処理はボクの役割」7人連続セックスで精子からっぽ朝生活（11月8日、SODクリエイト）
- 『高偏差値大学に通う地味で真面目そうな眼鏡女子ほど、実は超エロいって本当?』試しに声を掛けてみたら…、敏感過ぎて痙攣しながら潮吹きまくりでイキ果てちゃいました…。 6（11月14日、S級素人）
- 人妻ナンパ 女性経験の無い僕に素股でSEXサポートだけのつもりが角度がビンゴ!でヌルっと「あれっ!?入っちゃった!」そしたら「あっ…中に出しちゃった!」（11月15日、ピーターズ）
- 喫煙所M女羞恥露出（11月21日、クリスタル映像）
- 月刊 パンティストッキングマニア Vol.31 OL×美脚×オナニー（11月21日、OFFICE K'S）
- 大変貌!メイクマジック ドコにでもいそうな娘が可憐にエロくビフォーアフター!（11月25日、AVS collector's）
- レンジャーガールズ絶体絶命!恐怖の濡れ責め地獄（11月28日、ギガ）
- スタイル抜群純情可憐なお姉さんは真性変態M女サセコ!チ●ポを懇願しながら小便垂れ流しトロトロマ●コで露出羞恥アクメ調教（11月28日、 メーテルホルモン ）
- 小便アフターお掃除フェラ（12月5日、OFFICE K'S）
- JKディルドオナニー7（12月5日、OFFICE K'S）
- 激カワ接客娘!!仕事中に口説きハメ倒す!10人中5人中出し成功!（12月10日、ホットエンターテイメント）
- セーラーファイターズ　触手怪人丸呑み凌辱消化地獄　セーラーコロナ編（12月12日、ギガ）
- 熱帯夜（12月13日、溜池ゴロー）
- スケベな泥酔女をおかずにセンズリしていたら…びちょ濡れおま○こに性交成功!!!（12月19日、映天）
- 秋○原発!JKお散歩 ～援●交際の今～（12月19日、虎堂）
- エロ唇スロート 4（12月19日、OFFICE K'S）
- 混浴露天風呂で巨乳お姉さんに勃起させた仮性包茎チ○ポを見せびらかしたら、えーっ!!と恥じらいながらも僕のチ○ポに喰らいついてきた!（12月20日、アイエナジー）
- ナンパした人妻を部屋に連れ込み勝手に撮影して無許可で発売（12月25日、田町ナンパ天国）

- もがく女 9 時限爆弾におののく縛女（1月1日、隷嬢寫眞館）
- あなただけに語りかけ!超変態淫乱人妻9人!オマ●コぴちゃぴちゃ指入れ自画撮り投稿オナニー（1月9日、GLAY'z）※Onafesグランプリ2015エントリー作品
- 人妻羞恥 車中で初めてのリアル自撮りオナニー（1月9日、ピーターズ）※Onafesグランプリ2015エントリー作品
- 新星戦隊リュウセイジャー2015（1月9日、GIGA）
- グランドピンク（逆ドミネーション編・討伐編・十字架拘束編・凌辱編）（1月9日、GIGA）
- 某掲示板で噂の『高級隠れ家的アロママッサージ』をウリにするエステ店に潜入!!天使すぎる激カワエステティシャンのきわどいマッサージに股間は大勃起!ガン立ちチ●ポ見せつけ＆自然な痴漢テクを駆使して禁断の本番行為は出来るのか徹底検証!!PART2（1月23日、ケイ・エム・プロデュース/SCOOP）※ノンクレジットのオムニバス作品。他3名出演。
- 個撮モデルにハメ撮りのお願いをしてみたら…（2月5日、グローリークエスト）
- 抱かれる妻と、撮る旦那（2月6日、光夜蝶）
- 美少女戦士チアナイツ 前編 討伐・ドミネーション編（2月13日、GIGA）
- 魔法美少女戦士フォンテーヌ パンティーキラーの逆襲!! ～パンティー映画大作戦!! ヒロインは君だ!～（2月13日、GIGA）
- 触手物語 伝説の女神（2月27日、GIGA）
- 美少女戦士チアナイツ 後編 凌辱編（2月27日、GIGA）
- 「出るに出られない! まさか女風呂だったなんて!」 露天風呂に浸かっていたら女性の声が!まさかと思ったら女風呂だったみたいで出るに出られない!当然、女同士だから隠すこともなく大きなオッパイ全開で巨乳が丸見え!その光景に釘付けになりながらもとにかく息を潜めてその場を乗り切ろうとしたらバレてしまった! しかもその時は当然勃起しているので言い訳なんてできません!人生終わった…と、思ったらボクの勃起チ○ポを見た女の子が怒るどころかモジモジしだし…（3月5日、Hunter）
- 新 サイバー戦隊ジャスティオン ピンクキャット（3月13日、GIGA）
- 新現役バレーボール選手とSEXしてみませんか? 1（3月25日、green label rise）※「ミホ」名義
- ネトラレーゼ 妻を、就職活動中の大学生の後輩に寝盗られた話し（3月26日、タカラ映像）
- 美少女戦士ウインダー（3月27日、GIGA）
- 美少女仮面ルクール シースルー凌辱（3月27日、GIGA）
- お嬢様の苦悩 通野未帆緊縛監禁（4月1日、隷嬢寫眞館）
- 義父のデカチンが忘れられず… 求められる度「いけない」と思いつつも自ら腰を振り中出しされる貞淑妻（4月1日、プレステージ）
- JKオマンコおっぴろげコレクション（4月3日、OFFICE K'S）
- 私、本名でセックスしてました。 通野未帆（4月4日、無名時代）
- 宿泊中は24時間いつでも即ハメ対応致します 半裸温泉 ハメ屋旅館（4月9日、SODクリエイト）
- ヒロインピンチ 魔法美少女戦士フォンテーヌ ～史上最大の大ピンチ!～（4月10日、GIGA）
- 鍵を落とす人妻（4月13日、溜池ゴロー）
- 大胆ブルマ 2 ブルマ美少女挑発遊戯（4月13日、アロマ企画）
- 「長距離バスで淫薬を飲まされオナニーでは我慢できずセックスしたがる女子大生にヤられた」VOL.1（4月23日、DANDY）
- セ・リーヌの星 レジェンド ～七つの大罪の刑～（4月24日、GIGA）
- 僕のせいでスーパーヒロインが犯される ～先生はアンドロクロス編～（4月24日、GIGA）
- 黒パンスト×タイトスカート エロチシズムV（4月25日、アロマ企画）
- 仮面騎士レヴィナス（5月8日、GIGA）
- 寝取り!?ダブルデート中の仲良しカップルがパートナーを交換して参加!ラップ1枚隔てて初めての素股体験（5月9日、アイエナジー）
- 媚薬×おあずけ焦らしで超絶効果!我が家に泊りに来る娘の友達(女子高生!)は可愛いくて巨乳の子ばかり!下心が抑えられない私はお風呂のお湯に媚薬を投下!そうすれば何もせずにエッチな事が・・・!? 全身に媚薬が回った娘の友達は、ドアを開ける力もなくガラスにおっぱいをへばり付け、なめくじ状態に!! そのまま閉じ込めてガラス越しに勃起チ○ポを見せつけ! さらに焦らすと想像以上に発情し始めた!!（5月9日、Hunter）
- 小悪魔美少女 IDOL コスプレパンチラ（5月13日、アロマ企画）
- お義父さんあそこが疼いてしょうがないんです。 …だって一茂さんがもう2年もしてくれないんです……（5月14日、タカラ映像）
- シリーズ団塊14 通野未帆の場合 山田裕二 67歳（5月16日、UIA）
- 2015年度 ソフト・オン・デマンド会社説明会 社内でも評判の心優しい年上SOD女子社員3名が恥らいながらも就活男子大学生のまだ若いチ○ポを優しく射精!（5月21日、SODクリエイト）
- 夢の近親相姦!年頃の姉貴達と家族でたった一人の弟の僕が…ミニスカパンチラに勃起してることに気付いてみんなにバレないように挿入させてくれました（5月21日、SWITCH）
- 通勤途中に働くお姉さん達の大人カラダに悪ガキ供のHなイタズラがエスカレート!路線バスで他の乗客の前でヤッちゃった!!（5月21日、SWITCH）
- レイプハンター開発計画 File_07 美少女仮面オーロラ-Three- VS 新・レイプハンター（5月22日、GIGA）
- 「触ってる…でも言えない…」高級オイルエステに来た気弱な巨乳セレブ妻はセクハラされまくっても激しく抵抗できないから最後までヤラレちゃってます!（6月7日、妄想族）
- スーパーヒロイン危機一髪!!Vol.59 ブルーアマリリス（6月12日、GIGA）
- 語りかけながら亀頭をグリグリする手コキ中毒妻15人（6月12日、I.B.WORKS）
- バトルフレッシュファイター FILES.3（6月12日、バトル）
- 足舐めクリニック9-私の治療は大好きな足舐め臭い嗅ぎ-（6月12日、Fetish Boya）
- 妊娠中なのにお姉ちゃんとまさかの!?近親ラブSEX 「大丈夫だから…中で出してもイイんだよ…。」（6月15日、ピーターズ）
- 全裸ですごい体勢の姉はマン毛処理中だった! お風呂に入ろうと洗面所の扉を開けるとそこにはとんでもない恰好でマン毛を処理しようとする姉の姿が! いつも冷静沈着、美人で切れ者の姉のそんな痴態を見たら、急にエロく感じてしまい思わず勃起! すると姉が僕の気配に気づき振り向き目があってしまった…。（6月18日、Hunter）
- 私のバター犬（6月20日、RADIX）
- ヒロイン徹底破壊 ～テイルズワルキューレ～（6月26日、GIGA）
- 自画撮りオマ●コ指オナニー4（7月2日、グローリークエスト）
- BATTLEエクストリームトーナメント2015 一回戦第三試合（7月3日、バトル）
- 「お爺ちゃんだから油断しちゃった!」近所のイタズラ爺さん達に着替えを覗かれ復活した性欲に串刺しにされた若妻達（7月9日、SWITCH）
- 巨大ヒロイン（R）ネクストレディー（7月10日、GIGA）
- 女スパイ炎上葬送曲 戦慄の密偵極刑拷問 episode.1 秘肉淫辱に耐えきれず号泣する美麗艶女（7月19日、BabyEntertainment）
- 野外夜這いレイプ テントで寝かされ知らぬ間に犯される6人のAV女優たち（7月20日、RADIX）
- 若奥様ばかりを食い物にするママさんバレー部合宿盗撮（8月1日、変態紳士倶楽部）
- 隣の若妻さん（8月13日、溜池ゴロー）
- 妹の友達はとにかくエロ過ぎるヤリマン女子校の新入生!妹と相部屋で二段ベッド生活している僕たちの部屋に妹がよく友達を連れてくるんです。地元で有名なヤリマン女子校に入学した妹の友達はとにかくスケベで噂以上のヤリマン!隙をみてはパンチラ&胸チラで僕を誘惑してくるんです!妹がヤリマン高校に入学してくれたおかげで恋愛には全く発展しませんでしたがHできたので最高でした! しかも中出しまでやらせてくれたんです!（8月20日、Hunter）
- 鉄道ヒロイン ゼロケイ（8月28日、GIGA）
- 快感に酔いしれる美女（9月1日、S-cute）
- 闇の性犯罪 準強姦・和姦・輪姦（9月1日、FAプロ）
- 超絶レズビアンテクで旦那のチ○ポよりイカセまくる美人人妻温泉旅行盗撮（9月1日、変態紳士倶楽部）
- 恋する花嫁にしてください 応募人妻 みほさん（9月1日、恋する花嫁）
- レイトショーで声も出せずイカされた隙に生ハメされた女はスローピストンの痺れる快感に理性を失い中出しも拒めない（9月10日、ナチュラルハイ）
- 私、淫らでごめんなさい……（9月11日、オルガ）
- スパンデクサー ファーストアドベンチャー（9月11日、GIGA）
- 美尻若妻寝取られ肛門括約筋オイルマッサージ（9月19日、プレステージ）
- 騙されてもヤリたい女体 そして股は開きだす（10月8日、タカラ映像）
- 間接キスができる全裸接写 美女30人オール撮り下ろし212分（10月2日、RADIX）
- 巨大ヒロイン（R）ドミネーション ネクストレディー抹殺計画!凶悪古代獣ゲルデドス編（10月23日、GIGA）
- 夫は知らない…真昼の若妻（11月1日、FAプロ）
- 未帆＆澪 襲われた女（11月6日、DID企画）
- 僕の彼女のお姉さんが、やたらと僕に誘惑光線を照射する。カノジョにはないお姉さんの色気にたじたじ。すると、用事で2時間ほど外出するカノジョ。やはり2人きりになったら誘ってきたお姉さん。果たしてカノジョが戻ってくるまでにバレずにセックスできるのかっ!!（11月6日、LEO）
- BATTLEエクストリームトーナメント2015 準決勝第二試合（11月6日、バトル）
- モテた経験がない男子校生が乗り込んだバスは周りがイイ匂いのする人妻だらけ!揺れる度にデカ尻やボインに触れ爆発寸前!6人の奥様も思春期チ●ポにガマンができまへん。（11月12日、SWITCH）
- 旦那以外でも感じる女体 そして股は開きだす（11月26日、タカラ映像）
- 先輩OLに囲まれて残業中のオフィスで男は僕1人だけの王様ゲーム!やっとの思いで就職!できたけど…会社に男は僕1人だけ!なので当然、居場所も権力もありません…。しかしある日の残業中、女子社員が始めた『王様ゲーム』に僕も強制参加させられたんだけど、『王様の命令は絶対!』ってマジですか!?ゲーム内容がどんどんHになっていくのにホントに誰も拒否しない!?それどころか、普段の欲求不満が爆発した女子社員は僕のチ○ポを求めてきて…!?（11月26日、Hunter）
- 通野未帆のトップレスMIXプロレス～トップレス女子ファイタースーパー列伝～（12月4日、バトル）
- 襲われた女 未帆（12月5日、DID企画）
- 未帆&あき 襲われた女（12月15日、DID企画）
- 「Bまでならさせてやるぞ」と強気だった幼馴染が限りなく『C』に近づくにつれて…! ボクには可愛いJKの幼馴染がいるんだけど、ひとつ難点なのがヤンキーなのです。気に入らないことがあるとすぐに蹴ってきたりと、まぁ怖いんです!この日も童貞のボクをからかいにウチにやってきては暴君ぶりを発揮。ただ、やたらとスカートが短いしパンチラし放題でついには勃起。また蹴られる!と思いきやモジモジとウブっ子に激変! あれ?勃起チ○ポ見ただけで? いつもの威勢は? 「まさか処女?」ここぞとばかりに、言ってみたら、急にヤリマンぶって「Bまでならやらせてやってもいいぞ」と強気の発言。ではお言葉に甘えて…Bまでと言われたけど限りなくCに近いB行為を決行!すると…（12月24日、Hunter）
- ボクの家庭教師はなぜかボディコン!? ボディコン姿でやってきた家庭教師は胸チラ&パンチラ全開!どころかおっぱい丸見え!刺激的すぎるエロい服装に勉強など全く手につかない僕は当然フル勃起! それに気付いたボディコン家庭教師はからかいながらエッチな個人授業をしてくれました!（12月24日、Apache）

- BATTLEエクストリームトーナメント2015 決勝戦（1月1日、バトル）
- 宿題を写しにくる生意気なクラスメイト女子にしびれ薬を飲ませて体の自由を奪い逃げられない処を面白がって後ろから何度も突きまくってやりました!（1月7日、お夜食カンパニー）
- 超絶倫童貞少年! もうヤメて!と逃げる義姉を追いかけハメまくる! 突然出来た義理のお姉ちゃんは超ヤリマン!いつも超無防備無警戒だからパンチラ胸チラ乳首チラしまくりでボクは毎日勃起しまくり!いつも超無防備だからパンチラ胸チラしまくりで僕は毎日勃起しまくり! ボクの勃起をからかうお姉ちゃんもいつしか勃起にムラムラして発情!我慢できなくなって「フェラだけだったらいいよ…」とボクのチ○ポに…。貪りついてきたら最後、ボクももうフェラだけでは我慢できません!! 戸惑うお姉ちゃんを無視してとにかく腰を振って腰を振って 色々な場所でヤリまくっちゃいました!!何度も何度も発射してボクのチ○ポが勃起しなくなるまで何度もヤリました!※もう何発ヤッたか分かりません!!（1月8日、Hunter）
- ゴム有りセックスで無反応なヤリマン女子高生が初めての生ハメセックスで超敏感に! 学校から近いボクの部屋をいつも休憩所に使っているあの子は学校内で噂のヤリマン!?ちょっと怖くて本当にヤリマンかどうか確認も出来ないけど、あまりに無防備にパンチラをしてるから、我慢できずHを頼んでみたら、あっさりOK。ただしセックスにヤル気はなく、マ○コは自由に使わせてくれるけど、Hの最中にマンガを読みだしたりとなんだか寂しい気持ちに…。そこで、こっそりずっとしてみたかったゴム無し生チ○ポで再び挿入してみたら…!超感じまくりで何度もイッちゃう敏感娘だったのです!（1月8日、Hunter）
- 放課後の学校にいやらしい姿で拘束された生徒!?　いつもいきがってる強気な生徒が女子校特有の陰湿な仕返しを受け卑猥なポーズで拘束されおもちゃを装着。そして放置。そんな現場を目撃してしまった私は助けるどころか、日頃この女生徒からひどい扱いを受けていたこともあり、教師の立場を忘れスケベなことをしてしまった…。（1月21日、Hunter）
- 2016年2月6日バトル本店店頭イベント開催記念スペシャルマッチ 通野未帆vs横山夏希（2月5日、バトル）
- 2016年2月6日バトル本店店頭イベント開催記念スペシャルMIXマッチ 通野未帆（2月5日、バトル）
- 痴漢相談所痴漢3 繰り返される痴漢行為（2月6日、Apache）
- ヒロイン白目失神地獄　美少女戦士セーラーエンジェル編（2月12日、GIGA）
- 素人限定! 目指せ! 賞金100万円! コスプレお宝探しゲーム（2月18日、ATOM）
- 超・女体観察2 神秘の女体図鑑 自然界最高の創作物｢オンナ｣（2月19日、SexAgent）
- 「通野未帆」AV女優終了のお知らせ 今日はただの女の子です。（3月11日、バルタン）
- おしっこ潜入捜査官（3月20日、レイディックス）
- 快楽M性感美脚エステ 2016（4月5日、フリーダム）
- あなたがいない間に義父にレ×プされました…（4月13日、溜池ゴロー）
- ～ほろ苦い青春の思い出～ 保健室のドS先生（5月5日、フリーダム）
- 淫猥調教 私はあなたの奴隷です……。（5月13日、オルガ）
- 淫乱義母の息子喰い 2人きりになると発情ケダモノ性交（5月13日、溜池ゴロー）
- 女教師の教育 足臭マン臭指導と顔騎飲尿（6月5日、フリーダム）
- オマ○コが酔っ払って中出し欲しがる奥さん（7月25日、本中）
- たった24時間で、身も心も堕ちた私。（8月7日、Madonna）
- ヤンキー上がりの24歳ママが協議離婚中に地元DQNを集合させ中出しOKでオマ●コを無料開放。露出狂プレイで暴走しイキ狂う みほサン（8月7日、山と空）
- 痙攣絶頂オイルマッサージ マン汁垂れ流し監禁中出しエステ（8月13日、溜池ゴロー）
- チ○ポ挿入した途端に涙目www マジっすか!? 可愛い過ぎるヤンキー娘デビュー! 怖そうなオラオラ系不良娘がおじさんとセックスする時のギャップが超オトメ。【オイルマッサージもあるよ】（8月25日、ビックモーカル）
- 男根の誘い（9月13日、溜池ゴロー）
- 淫語中出しソープ 55（9月13日、AVS collector's）
- ねっちゃねちゃイヤラシイ密着ベロキス中出しFUCK（9月19日、乱丸）
- 一週間溜めた可愛い子の唾液は甘い（9月20日、レイディックス）
- しゃぶりついたらイクまで離さないフェラチオテクニック（9月25日、痴女ヘブン）
- 欲求不満な人妻の淫マン見せつけ誘惑 たっぷり焦らした特濃精子を膣内吸引する奥様（10月1日、Fitch）
- 他人棒に堕ちた新妻 夫の目の前で寝とられて…（10月7日、Madonna）
- イチャLOVEデート6 世界で1番大切な通野未帆（10月13日、セレブの友）
- はだかの奥様（10月19日、KSB企画/エマニエル）
- 近親［無言］相姦 隣にお父さんがいるのよ…（10月19日、VENUS）
- ママのリアル性教育（10月20日、グローリークエスト）
- ひとり旅の女（11月10日、タカラ映像）
- 媚薬オイルエステに堕ちる女（11月13日、AVS collector's）
- 自他ともに認めるリア充ナルシスな俺が隣室のアキバなオタク野郎に自慢の準ミス妻をねとられたのですが（11月13日、JET映像）
- 今日は孕むまでナカに出して…（11月19日、溜池ゴロー）
- 絡み合う唾液、濃厚接吻。汗だく潮噴き激性交。（11月19日、TEPPAN）
- 禁断介護（12月1日、グローリークエスト）
- 訪問先でおもちゃの実演販売をするトップセールスレディ（12月1日、プラネットプラス）
- 聖心特捜隊セイントフォース ～悪夢に堕ちた聖女～（12月9日、GIGA）
- 未帆女王様のM男調教（12月13日、AVS collector's）
- 裏イチャLOVE酒飲みデート（12月13日、セレブの友）
- じっくり高める手コキでもてなす完全勃起ともの凄い射精の回春旅館（12月13日、Fitch）
- ヤラしい義父の嫁いぢり お義父さん、もう許して下さい…（12月13日、Madonna）

- イクイク早漏人妻（1月7日、ワンズファクトリー）
- 今夜、あなたの家で相談を…（1月19日、PREMIUM）
- 犯されたい美人若妻（1月27日、人妻花園劇場）
- ヒロイン命乞い 3 バトルプリンセス スパンデクサー（1月27日、GIGA）
- 美人性的妄想過剰セクシズム（2月1日、MARRION）
- クールセーラーヒロイン最大の危機（2月10日、GIGA）
- 通野未帆がアナタのセンズリ完全サポート!（2月13日、セレブの友）
- 本番なしのマットヘルスに行って出てきたのは隣家の高慢な美人妻。弱みを握った僕は本番も中出しも強要! 店外でも言いなりの性奴隷にした（2月25日、溜池ゴロー）
- 美人すぎる人妻・寝取られ志願 『今から貴方以外の男に中出しされます。』（3月3日、h.m.p）
- めっちゃ可愛いバイク女子は男にまたがるのもお好き（3月10日、ケイ・エム・プロデュース/REAL）
- 六畳一間風呂なしアパートに住むおもらしOL（3月13日、セレブの友）
- 自慢の妻が借金取りに寝取られて3日たったら性奴隷 未帆（3月20日、STAR PARADISE）
- うまなみの兄にめろめろにされた弟嫁（3月24日、タカラ映像）
- 五反田舐められ倶楽部《ベロ・デ・ナメール》 ～M男くん大好きなお姉さんたちだけが在籍するお店～（3月25日、アロマ企画）
- 超高級中出し専門ソープ（3月25日、MOODYZ）
- 接吻ヨダレ飲まされ調教（3月31日、光夜蝶）
- 私のドMな性癖を知りつくした元彼に強引に犯され旦那の前で何度もイッてしまいました…（4月1日、溜池ゴロー）
- 憧れのあのひとは、今日から僕の義母（4月1日、お母さん.com/妄想族）
- Twit○erで募集したファンの要望を撮影してみた 4（4月13日、セレブの友）
- 癒らしの隠れ家ディープスローなおもてなし（4月14日、ケイ・エム・プロデュース/REAL）
- 完全盗撮リアルドキュメント プライベートデートセックス（4月19日、TEPPAN）
- お姉さんのパンツの染み 通野未帆 白いマンカスは初恋の香?!（4月20日、レイディックス）
- レッド突撃隊20周年記念感謝祭! 突撃!素人参加! 街角お兄さん! 通野未帆の凄ワザをガマンできたら生中出しさせてあげま～す♪ タイムリミットは10分間! あなたは耐えられる?…わけないかwww（4月25日、RED）
- 思○期チ○ポに興奮する猥褻女家庭教師がした事の全記録 10（5月4日、グローリークエスト）
- 土下座痴女（5月5日、ワープエンタテインメント）
- 禁欲10日目の媚薬 9（5月25日、セレブの友）
- 【悲報】NTR 僕の美人妻がパート先のデカチン店長に勤務の度にハメられて寝取られてしまいました（5月25日、JET映像）
- 欲求不満な団地妻と孕ませオヤジの汗だく濃厚中出し不倫（6月1日、溜池ゴロー）
- 朝の満員電車で見かけ憧れていた奥さん（結婚指輪で判断）が痴漢に遭遇していたのだが拒むどころかイキ淫れる痴漢OK妻だった! そうだと知った僕は痴漢行為に初挑戦することを決意して恐る恐る触ってみたら「震えてるわよ…緊張してるの?」と耳元で囁いてきた!（6月19日、VENUS）
- 美人妻背徳マンション 夫の隣でイカされて…（6月20日、STAR PARADISE）
- 逆NTR【驚愕】親友（淫乱美乳）に夫を奪われた私（6月22日、タカラ映像）
- 夫の親友に犯され感じてしまった私…（6月25日、溜池ゴロー）
- 誘惑♡マッサージサロン（6月30日、ドリームチケット）
- ネトラレーゼ 通野未帆 Resale009（7月6日、タカラ映像）
- 野外露出DX 露出狂で色情狂のマゾみほサン 4時間（7月7日、山と空）
- 濃厚な唾液ダラダラ接吻と中出し痴女性交（7月28日、個性派Director's）
- 『ヤンキー』ヤリマン学習帳 ナンパ連れ込みSEX隠し撮り。DQNパイセンのヤリ部屋でコーマン盗撮、勝手にAV発売される激マブ娘。紫媛と未帆（7月28日、プレステージ）
- ケダモノ妻を派遣します。発情痴女のギンギン誘惑中出し性交（8月1日、溜池ゴロー）
- SODロマンス 一族のしきたり（8月10日、SODクリエイト）
- 鉄板complete 通野未帆 BEST 妖艶美女の淫靡なる本能的性交（8月19日、TEPPAN）※単体ベスト
- 大衆ソープに堕ちた妻（9月1日、タカラ映像）
- 通野未帆BEST vol.1（9月7日、グローリークエスト）※単体ベスト
- もの凄い射精へ導く乳首責め回春エステへようこそ（9月13日、溜池ゴロー）
- 不倫×艶熟×交尾（10月6日、ワープエンタテインメント）
- 女教師NTR 学年主任の妻が同僚と修学旅行の下見へ行ったきり…（10月7日、溜池ゴロー）
- パイパン解禁!! 通野未帆のおま●こイメチェン1日ドキュメント（10月13日、Madonna）
- まんチラ誘惑 同級生のママ（11月1日、溜池ゴロー）
- 通野未帆 PremiumBEST240分（12月20日、STAR PARADISE）※単体ベスト

- 通野未帆8時間BEST（2月1日、溜池ゴロー）※単体ベスト
- 通野未帆の世界（2月25日、AVS collector's）※単体ベスト
- 不道徳! 義父と嫁 義父とのたった一度の過ちが・・もう抜け出せない肉欲地獄 （4月13日、ながえスタイル）
- 今年の新入生歓迎コンパは巨乳の美人揃いで… 1人貧乳いるけどカワイイから許して? 泥酔連れ込みSEX隠し撮り（4月20日、STAR PARADISE）
- 援交チャンねる（4月25日、レッド）
- 隣の人妻 甘い匂いの寝室に侵入して…（5月20日、STAR PARADISE）
- 夫以外の男に悶える エロすぎる借金妻（9月20日、STAR PARADISE）
- 小便アフターお掃除フェラ たっぷり4時間スペシャル（11月2日、OFFICE K’S）
- くっさ～いパンツの染みコレクション 自分のアソコの匂いで興奮しちゃった8人のお姉さん（11月20日、レイディックス）
- NTR夫は知らない 美人妻が他人男に寝取られるSEX集（11月20日、STAR PARADISE）
- セクシーコスチューム濡れ透けコレクションIII（11月25日、AVS collector’s）
- 日本最大の繁華街にある「老舗おっぱいパブ」でオキニの嬢が騎乗位生ハメで中出しするまで（12月6日、Mr.michiru）
- エロコス魔法少女 魔法少女ピンキーリボン（12月14日、GIGA）
- サイレントディープキス（12月20日、レイディックス）

- はだかの訪問介護士（1月1日、プラネットプラス）
- 耳穴発射 鼓膜でザーメン受け止めて! 耳姦ザーメンで絶叫する女達（1月20日、レイディックス）
- 窓越しの誘惑 向かい部屋に住む人妻と覗き魔で童貞な僕との筆下しNTR性交（2月15日、ピーターズ）
- もしも…「通野未帆」が○○だったら…。（3月1日、プラネットプラス）
- 義父と嫁、密着中出し交尾（3月21日、グローリークエスト）
- エナジー吸収磔地獄 セーラーベル（3月22日、GIGA）
- 女暗殺者 ―アサシン―（4月7日、アタッカーズ）
- ノーパンノーブラ姉妹 2（5月1日、LEO）
- もう我慢できない! 爆発寸前! 32才美しいバツイチ女のザーメンにまみれた淫乱SEX（5月1日、美人魔女/エマニエル）
- 巨大ヒロイン レッドレディー 太陽泥棒! 巨根宇宙人! ダスピ星人の罠編（5月10日、GIGA）
- 乳首責め専門デリヘル嬢に騎乗位で生中出し 3（5月23日、Mr.michiru）
- 出張先のビジネスホテルでずっと憧れていた女上司とまさかまさかの相部屋宿泊（6月7日、Madonna）
- 催眠光線で支配された婚約者（6月20日、SODクリエイト）
- 黒人英会話NTR（7月1日、ワンズファクトリー）
- まるっと! 通野未帆（7月1日、プラネットプラス）※単体ベスト
- 絶対に声を出してはいけない状況なのに、カチコチにおっ起ったチ●ポを見せつけられ羞恥心を煽られるが、逆に今までにない性癖が覚醒し、声を殺してイキ狂うドエロ妻っ!! 7（7月5日、LEO）
- ヒーロー凌辱 美魔女幹部ヴェルマリア（7月12日、GIGA）
- 旦那からの着信は不倫セックス中!! 不倫相手に促され電話に出た人妻は、必死に喘ぎ声を押し殺してはいたが、行為がエスカレートし興奮度はMAXに! 絶対にバレてる!? 8（7月12日、ケイ・エム・プロデュース/UMANAMI）
- SEISHIDO デパートで働くセクシーな赤い口紅の美容部員の生フェラごっくんサービス（8月1日、SODクリエイト）
- 人妻姦淫輪姦 ～キモい男達に犯られる復讐レイプ（8月9日、NAGIRA）
- 密着介護 車椅子SEX（9月12日、レイディックス）
- スーパーヒロイン絶体絶命!! Vol.73 スーパーレディー Mr.オーガス編（9月13日、GIGA）
- ラッキーな胸チラを発見し、気づかれないように見てたけど、やっぱりバレてた?! 12 ～ヨガインストラクター編～（10月4日、LEO）
- 真・時間が止まる腕時計パート14（10月24日、ROCKET）
- 【完全主観】満足度業界NO.1! 働きたい男性をサポートするHな転職エージェントのお仕事（11月8日、BAZOOKA）
- 老人苦手だった妻が糞ジジイに寝取られ中出しされまくっていた（11月19日、ミセスの素顔/エマニエル）
- いじわるなお隣さんに弱みを握られて金玉が空っぽになるまでやられた僕。（12月6日、LEO）
- 夜這い 真夜中に寝ている夫の隣で中出しされる人妻 9（12月19日、グローリークエスト）
- 私たちはTバック家政婦! プリンとしたお尻を見せつけながらの極上サービスであなたのお部屋もチ●ポもキレイにお掃除!（12月19日、ゴールデンタイム）
- 雅で上品 三十路セレブ姉妹妻の逆3Pサンドイッチ中出し性交 ザーメンが枯れるまでお姉様達に痴女られ続けたボク。（12月19日、エムズビデオグループ）

- 憧れの女上司と2人きり… 4（1月1日、LEO）
- ささやき淫語で男性を確実に昇天させる絶品中出しチャイナエステ（1月17日、BAZOOKA）
- 夫婦人質事件 朝から晩まで性欲の道具にされた妻（1月25日、ながえSTYLE）
- かりめんの妻 3 ハンコ捺して下さいお願いします…（2月7日、JET映像）
- だらしない精液を垂れ流すナマ中出し妻（2月7日、LEO）
- 新・侵入者 通野未帆（2月14日、NAGIRA）
- 絶倫ドM戦闘員 仮面セイバーと女幹部から嬉しいお仕置き（2月14日、GIGA）
- 「絶対に出しちゃダメよ!」 ニーハイ穿いた欲求不満な家庭教師のお姉さんが童貞少年を親に隠れて射精管理! 何度も寸止めさせ溜まり切ったザーメン出尽くすまで連続大量中出し!（3月13日、V&R PRODUCE）
- 「もうイってるから許して!!」 家事代行サービスで派遣されてきた美人スタッフのエロ過ぎるデカ尻に即挿れ!! 激しいピストンで何度も追い打ちし…（4月3日、DOC PREMIUM）
- 勃起したままの男を一切動かさないS字尻振り騎乗位介助で骨抜きにする美尻ナース VOL.2（4月9日、DANDY）
- 出張という名の不倫旅行（4月25日、マドンナ）
- AV女優 裸コレクション 第十一弾（5月15日、V&R PRODUCE）
- 抱かれたくない男に死にたくなるほどイカされて…（6月7日、マドンナ）
- 人妻を虜にする寸止め淫語レズビアン 藍色なぎ 通野未帆（6月7日、ビビアン）
- 膣イキ拷問 追ピス種付け膣奥イキ狂い（6月19日、ドグマ）
- 主人には内緒でお願いします。 私が男を誘う「ある方法」（6月25日、ながえスタイル）
- ヒロイン洗脳Vol.21 セーラーベル 洗脳妖魔カルート編（6月26日、GIGA）
- ノーブラノーパンで挑発してくるスケベ奥さんが隣に引っ越してきた!（7月9日、グローリークエスト）
- 奥様デカチン狂い 欲求不満妻の喉奥を犯します（7月9日、センタービレッジ/極）
- パンストを脱ぎかけた女上司の無防備な後ろ姿に超勃起! ガマンできずそのまま一発! 履かせてもう一発!! 5（7月10日、Z-MEN）
- お色気P●A会長 & 悩殺女教師と悪ガキ生徒会（8月6日、グローリークエスト）共演：永野つかさ
- 只今、俺の愛する妻が初めての他人棒候補を面接中（8月7日、Madonna）
- 調教学園（8月14日、サロメ）
- 同棲中の彼女が旅行で留守の3日間、美人過ぎるパートの奥さんとバイトの休憩中に時短セックスしまくった。2（8月14日、Z-MEN）
- 隣人の情婦になってしまった妻 29（9月7日、JET映像）
- 拘束スイートルーム 男を犯して狂わせる美麗なW痴女 通野未帆 向井藍（9月13日、Fitch）
- 不思議聖少女クレアパトラ 通野未帆（9月25日、GIGA）
- 単身赴任中の夫を持つ29歳人妻の不倫セックスルーティーン 通野未帆（9月25日、マドンナ）
- 通野未帆 初ベスト 8時間 全16本番SPECIAL パイパン解禁から人気シリーズまで出演7作品収録ー。（10月7日、マドンナ）※単体ベスト
- パンチラ女上司が無防備すぎて…（11月6日、LEO）
- 鬼ナメ濃厚愛撫 ～ラッキーエロにつけ込んで上司の美人嫁を寝取ったら思いのほか淫猥で安月給も受容できるようになった俺～ 通野未帆（11月7日、桃太郎映像出版）
- 美女の足裏をふやけるまで舐めたい! 通野未帆（11月12日、RADIX）
- 圧倒的屈辱の寝取られ劇!! 義父NTR 俺の出張中に… 嫁が大嫌いな義父に寝取られて一部始終が納められたその衝撃映像がこれだった…。 通野未帆（11月25日、マドンナ）

- たった7時間2人っきりにしてみたら…結果、10発セックスしてました。 通野未帆（1月1日、ドリームチケット）
- 夫婦の念願の田舎暮らし… だがそこで農業従事者様のデカチンをめりめり挿れられてめろめろにされた妻 通野未帆（1月7日、JET映像）
- 洗脳ドリル ランジェリーオフィス編 新村あかり 通野未帆 皆月ひかる 山本蓮加 森日向子（1月8日、SODクリエイト）
- 美人母娘、イタダキマス。数十年前に孕ませた女とその娘に会いに来ました。 蓮見天 通野未帆（1月13日、ダスッ!）
- 教え子にバイブをパンスト固定され必死にイキそうになるのを我慢していたが媚薬と追撃ピストンで自分から腰を振り始める完堕ち女教師 2（1月15日、Z-MEN）
- 夫には絶対見せられない白昼の絶叫 熟練テクニックで超絶イカされた従順なセックスレス妻 通野未帆（1月29日、NAGIRA）
- コンビニ本部の女 4 通野未帆（3月7日、JET映像）
- 憧れの兄嫁と 通野未帆（3月11日、タカラ映像）
- 平日の暇な時間帯のメンズエステでW施術を薦められてお願いしたら欲求不満な奥さまセラピストに連続射精させられた VOL.3（3月25日、DANDY）
- パート先の中年男に駅の便所でハメられた妻 通野未帆（4月7日、JET映像）
- 旦那がすぐそこにいるのに完全チ●ポ墜ち!! 他人棒で調教される従順いいなりすけべ妻（4月9日、LEO）
- 花宮あむ レズ解禁 義姉に恋した私 花宮あむ 通野未帆（5月20日、アイエナジー）
- ノーブラノーパン管理人をシェアするハウス 通野未帆（6月1日、プラネットプラス/七狗留）
- 泣きぼくろの誘惑 通野未帆ベスト（6月13日、ながえSTYLE）※単体ベスト
- 【ハメログ】通野未帆ちゃんにお酒を飲ませたらヤリマンオーラが全開だったのでそのままハメ撮りしちゃいました!（2021/06/19日、チキチキカマー）
- 通野未帆 寝取られて快楽に堕ちる美肉体 2枚組（6月20日、STAR PARADISE）※単体ベスト
- おじさん、童貞捨てるってよ。 通野未帆（7月2日、ワープエンタテインメント）
- もっこり指圧師のデカチンでモミモミ施術されメリメリ開通工事されメロメロにされた貞淑嫁 通野未帆（7月7日、JET映像）
- 長髪射 通野未帆（7月8日、RADIX）
- 隣の美人妻 泥酔し部屋を間違え「ただいま～!」 通野未帆（8月1日、プラネットプラス/七狗留）
- THEドキュメント 本能丸出しでする絶頂SEX バツイチ→再婚してもチ○ポ大好き乱交狂い淫乱美人妻 通野未帆（8月1日、美人魔女/エマニエル）
- あなた、許して…。 濡れ堕ちた背徳感 通野未帆（8月7日、アタッカーズ）
- 事務員の妻に得意先のクレーム対応を任せていたら理不尽な要求で謝罪させられ脱がされ巨根でパコられて…… 僕が気付いた時には身も心も寝盗られてしまっていた的な話です……… 通野未帆（8月7日、JET映像）
- マイホームを購入して幸せな夫に解雇通告! 撤回して欲しくて危険日なのに上司に中出しされた部下の嫁 通野未帆（8月19日、アクアモール/エマニエル）
- まるっと! 通野未帆 2（9月1日、プラネットプラス）※単体ベスト
- おしっこ114連発 98人（9月2日、グローリークエスト）
- ご主人様のぶっかけ濡れだく猥褻従順ペット 通野未帆（9月7日、AVS collector’s）
- 修繕工事の童貞君にヤラせてあげた優しい優しい細腰美人の専業主婦 通野未帆（9月7日、熟女大学/熟女卍）
- 親方の巨根がすごすぎて…（惚） 通野未帆（9月14日、JET映像）
- 若くて美人な親戚の痴女叔母さんに2泊3日の滞在中イタズラされまくって1滴残らず搾り取られた絶倫男子の僕。 通野未帆（10月12日、JET映像）
- 暴飲露出 飲んだ酒は野ションで放出! 抜いた精子は野外でごっくん! 発情MAX泥酔ヤリマンがメス本能全開でザー汁哀願5搾精!! 最後はラブホでガチイキ連続絶頂! 通野未帆（10月19日、山と空）
- 先生と私 ～先生に恋する乙女は転校生～ 通野未帆 河奈亜依（11月2日、U&K）
- 妻の給料明細 恥辱のねとられ特別手当 通野未帆（11月9日、JET映像）

- 常に乳首いじりメンズエステ 3（1月13日、アイエナジー）
- ノーパンパンストレズビアン ～匂うつま先、テカる美脚のパンストマニアックス～（3月1日、U&K）
- 【日常エロ】偶然遭遇した夢のようなエロシチュエーションで普段なら絶対無理めな彼女とのラッキースケベな体験がコチラ (6話) 4（3月10日、LEO）
- S級人妻ベストセレクション 通野未帆 旦那の前で死ぬほどイカされて… 180分（3月20日、STAR PARADISE）※単体ベスト
- むしゃぶりディープスロート 通野未帆（8月11日、レイディックス）[3]

- カメラの前でおしっこする女 5（11月26日、グローリークエスト）

### 女性向けアダルトDVD
- midnight high（2019年12月12日、SILK LABO）

### アダルトVR
- 見つめてしゃぶるWフェラ（3月15日、ブイワンVR）
- 激ハメ生中出し! 美マンにブチ込め!!（3月26日、ブイワンVR）
- 極上フェラ 卑猥な舌使いに魅了され!!（3月30日、ブイワンVR）
- ズル♡休み（4月26日、ワープエンタテインメント）
- 回春マッサージの超スペシャルコース! たまったザーメンを全て膣内射精で絞り出される極楽体験!!（5月12日、KMPVR）
- 極上人妻 神業 回春マッサージ（5月23日、KMPVR）
- 美人メイドたちによる丁寧な洗体! 最後の仕上げは口淫ご奉仕!!（5月29日、KMPVR）
- 包囲型VR ZUKOBAKKOスペシャル 10人ハーレムVR（8月1日、ZUKKON/BAKKON）※「AV OPEN 2017 VR-1グランプリ」エントリー作品[13]
- 誘惑・マッサージサロン ver.VR（8月28日、ドリームチケット）
- 通野未帆のドエロ人妻快楽体験3連発!!（9月15日、ファインピクチャーズ）

- 【M男専用】初仕事でミスをして女上司に平謝りする新人の僕が思わず見上げるとまさかのエロハプニング!! 土下座視点VR!!（9月20日、マドンナ）
- ハイレグファンタジーVR（11月20日、MILU VR）
- 喉奥喉射 VR（11月21日、KMPVR）
- 脚でイカされるVR（11月21日、KMPVR）
- 360° VR ツンデレ女子の世界 ノーモザイク（11月29日、ガン見隊）
- VR アナル観察 ハイクオリティ ノーモザイク（11月29日、ガン見隊/卍-VR ）
- ブラック企業に勤めてて限界を感じた僕は会社を無断欠勤して温泉一人旅へ。そこで偶然出逢ったテンション高めな奥様達との超ハーレムセックスVR（12月13日、マドンナ）
- OL パンスト（12月20日、MILU VR）

- 美女に怒られながらシコシコVR!!（1月3日、ワンズファクトリー）
- VR 掃除の時間 ノーモザイク ハイクオリティ（1月30日、ガン見隊）
- セックスに自信を持てない、女を虜にするセックスを極めたいそんなワンランク上のセックスを目指す方へ、女の子が喜ぶ本当に気持ち良いセックスを女の子目線で教えます!!（2月20日、Hunter）
- 僕だけが裸、全力で辱められるVR（3月17日、KMPVR）
- 360°VR 射精見聞録。ノーモザイク（5月29日、ガン見隊）
- 東京靴屋時間 ノーモザイク（7月9日、ガン見隊）
- 私が男を誘う「ある方法」VR（7月30日、ながえSTYLE）
- VR釣りチラ三昧 ノーモザイク 超高画質 HQ 4K60p（9月19日、ガン見隊）
- 【M男専用】『こんなに射精して、捜査官失格ね…。』 捜査官の僕は潜入任務に失敗!! 拷問… と思いきや組織の女幹部に拘束され辱め淫語×男潮×逆レ○プ!! 通野未帆（10月23日、マドンナ）
- VR ドジっ娘物語 ノーモザイク ハイクオリティ（12月20日、ガン見隊）
- VR 若奥様は裾まくり! ハイクオリティー（12月24日、仮想空間少女伝説）

- 父親の留守中、痴女な義母に誘われるがまま一心不乱に中出しSEXしたあの日の俺… 通野未帆（2月17日、KMPVR）
- 自宅に呼んだデリヘル嬢。最初はメッチャ塩対応だったのに、おもちゃでイタズラしているうちにイキまくりのドM女に大変身! 通野未帆（3月7日、KMPVR-bibi-）
- 『君の女の子みたいな可愛い声、ご両親にも聞かせてあげたいなぁ』保護者が在宅中なのに教え子に跨り筆下ろす誘惑女教師の馬乗り家庭訪問 通野未帆（8月20日、ワープエンタテインメント）
- 私のフェラチオの舌遣い、手コキの指遣い、全部見て…（9月17日、KMPVR）
- 妻は排卵日に欲情してメチャクチャ舐め痴女化 何度も何度も精子を抜かれまくる過剰性交 通野未帆（9月23日、KMPVR）
- VR オナニー君に。 ハイクオリティー（12月24日、仮想空間少女伝説）

- 褌顔騎VR（4月29日、KMPVR）
- ローションたっぷり ヌルヌル乳首開発VR（5月8日、KMPVR）

### イメージビデオ
「有村ちはる」名義
- 17の御法度 ～可愛い顔して、度胸あるね。・・～（2014年6月27日、メディアマーケット）
- 17の御法度 2 ～ドキッ! 可愛い顔して、再びHに。・・～（2014年9月29日、メディアマーケット）
- 17の御法度 3 ～ポッ そんなに責めないで下さい～（2014年10月30日、メディアマーケット）
- 17の御法度 4 ～じっくり、ねっとりと。～（2015年6月27日、メディアマーケット）
- 17の御法度 5 ～今まで以上に。～（2016年2月27日、メディアマーケット）

「小林千里」名義
- 裸の楽園（2014年12月28日、INTEC Inc）

### Web配信
- No.457 通野未帆 22歳（2013年8月16日、TOKYO247）
- 知られざる一級品美少女、通野未帆ちゃん奇跡のキャスティング!（2013年12月13日、XCITY･ニコニコ生放送）
- 知られざる一級品美少女、通野未帆ちゃん再び!（2014年2月7日、XCITY･ニコニコ生放送）
- 変態得ろ女に覚醒中!?の通野未帆ちゃん三度登場!（2014年4月11日、XCITY･ニコニコ生放送）
- XCITYライブチャット「通野未帆のエロベッドルーム　Vol.3」（2014年4月17日、XCITY）
- みほ（2014年5月2日、tokyo247）
- デビュー1周年記念だよ!通野未帆（2014年7月18日、XCITY･ニコニコ生放送）
- ハニーハント 未帆（2014年11月20日、ハニーハント）
- 通野未帆のホットなLOVEエナジー（2014年11月21日、ホットエンターテイメント･ニコニコ生放送）
- 通野未帆のさきっぽだけならOKよ!（2014年11月22日、XCITY･ニコニコ生放送）
- 清楚系なのにほんとは…通野未帆（2014年11月28日、XCITY･ニコニコ生放送）
- ヒロイン失禁オムニバス2（2015年1月30日、GIGA）
- MOODYZ presents ムームーTV（2015年3月21日、Moodyz･ニコニコ生放送）

## 書籍

### デジタル写真集
- LOVEPOP デラックス 通野未帆 001（2017年11月3日、PAD）
- LOVEPOP デラックス 通野未帆 002（2017年12月15日、PAD）
- LOVEPOP デラックス 通野未帆 003（2018年2月2日、PAD）
- めぞん未ノ刻 〜魅惑な管理人〜 【グラビア写真集】 通野未帆（2021年9月17 日、プレステージ出版、撮影：C:TAKERU）
- めぞん未ノ刻 〜魅惑な管理人〜 【ヌード写真集】 通野未帆（2021年9月17 日、プレステージ出版、撮影：C:TAKERU）

## 出演

### テレビ
- チャンネル生回転TV Midnightザップ!（2015年4月6日、BSスカパー!）
- 24時間テレビ エロは地球を救う（2015年12月5日 - 6日、BSスカパー!）
  - 生でパイパイもませて（5日22時 - 6日2時）

### 映画
- 純情濡らし、愛情暮らし（2016年3月25日、OP PICTURES）- 大山友美 役
- 出会ってないけど、さようなら（2017年7月1日、OP PICTURES）- 藤森美沙 役[14]
- ほんの少し遠く（2022年12月5日、OP PICTURES）- 星名明海 役

### ゲーム

#### PlayStation 4・PlayStation 3
- 龍が如く0 誓いの場所（2015年3月12日、セガ）コンビニ（ポッポ天下一通り店）店員・美帆役

#### スマホ用ブラウザゲーム
- AVアイドルグランプリ（2015年3月12日、DMM）